# USHUS
USHUS est un système intégré de sonar développé par le Naval Physical and Oceanographic Laboratory (NPOL) de la Defence Research and Development Organisation (DRDO) en Inde, pour une utilisation dans les sous-marins de la marine indienne,. Il est principalement conçu pour être utilisé dans les sous-marins de classe Sindhughosh,, bien qu’il soit également installé dans les sous-marins à propulsion nucléaire lanceurs de missiles balistiques de classe Arihant,,. USHUS serait supérieur à ses équivalents russes.

## Conception
USHUS est utilisé pour détecter et suivre les sous-marins ennemis, les navires de surface et les torpilles. Il peut aussi être utilisé pour la communication sous-marine et éviter les obstacles. Le sonar peut fonctionner en mode actif et passif, et il est capable d’interception et de communication sous-marine. Il peut détecter à la fois les navires de surface et les sous-marins à une distance de quelques kilomètres. L’équipe qui a développé le sonar a reçu en mai 2007 le prix Agni pour l’autonomie décerné par le Premier ministre indien.

## Production
La production du sonar est effectuée par Bharat Electronics (BEL) dans son unité de Bangalore, après transfert de technologie de NPOL. NPOL continue de fournir des conseils et un soutien technique. Le ministère de la Défense indien a signé un contrat d’une valeur de 167 millions de roupies avec BEL pour la livraison entre 2003 et 2007 des sonars de quatre sous-marins de classe Kilo. Initialement, un système de sonar a été installé et intégré en Russie et un autre système a été installé à bord d’un sous-marin indien.

## Rapport de l’ACG
Un rapport d’audit de l’ACG paru en décembre 2012 critiquait le programme pour les retards et mentionnait qu’à ce moment-là, seuls trois sous-marins avaient été mis à niveau avec le sonar, et deux d’entre eux avaient terminé les essais en mer. Le rapport indiquait également qu’en raison de retards dans la mise en œuvre de la mise à niveau, une grande partie de la durée de vie technique du sonar avait expiré. En 2005, deux sous-marins ont été équipés, dont l’un a terminé ses essais en mer en janvier 2011. En 2008, le troisième sous-marin a été modernisé et il a terminé ses essais en décembre 2011.

## État actuel
Le projet indien de sous-marin nucléaire, qui commence avec l’INS Arihant (ATV-1), comprend le système de sonar avancé USHUS.
En avril 2013, cinq sous-marins de classe Sindhughosh de la marine ont été mis à niveau pour inclure le système USHUS. Ils sont, dans l’ordre de leur mise à niveau : les INS Sindhuvir, INS Sindhuratna, INS Sindhughosh, INS Sinduvijay et INS Sindhurakshak. L’INS Sindhukirti a été modernisé en Inde au chantier naval Hindustan. Les sous-marins restants de la classe devraient suivre,.